# Roberta Panara
Roberta Panara (Milán, 12 de enero de 1984) es una deportista italiana que compitió en natación. Ganó una medalla de bronce en el Campeonato Europeo de Natación en Piscina Corta de 2008, en la prueba de 4 × 50 m estilos.

## Palmarés internacional
| Campeonato Europeo en Piscina Corta | Campeonato Europeo en Piscina Corta | Campeonato Europeo en Piscina Corta | Campeonato Europeo en Piscina Corta |
| Año                                 | Lugar                               | Medalla                             | Prueba                              |
| ----------------------------------- | ----------------------------------- | ----------------------------------- | ----------------------------------- |
| 2008                                | Rijeka (Croacia)                    | Medalla de bronce                   | 4 × 50 m estilos                    |